# Cophura fisheri
Cophura fisheri är en tvåvingeart som beskrevs av Wilcox 1965. Cophura fisheri ingår i släktet Cophura och familjen rovflugor. Inga underarter finns listade i Catalogue of Life.